# 馬德爾角

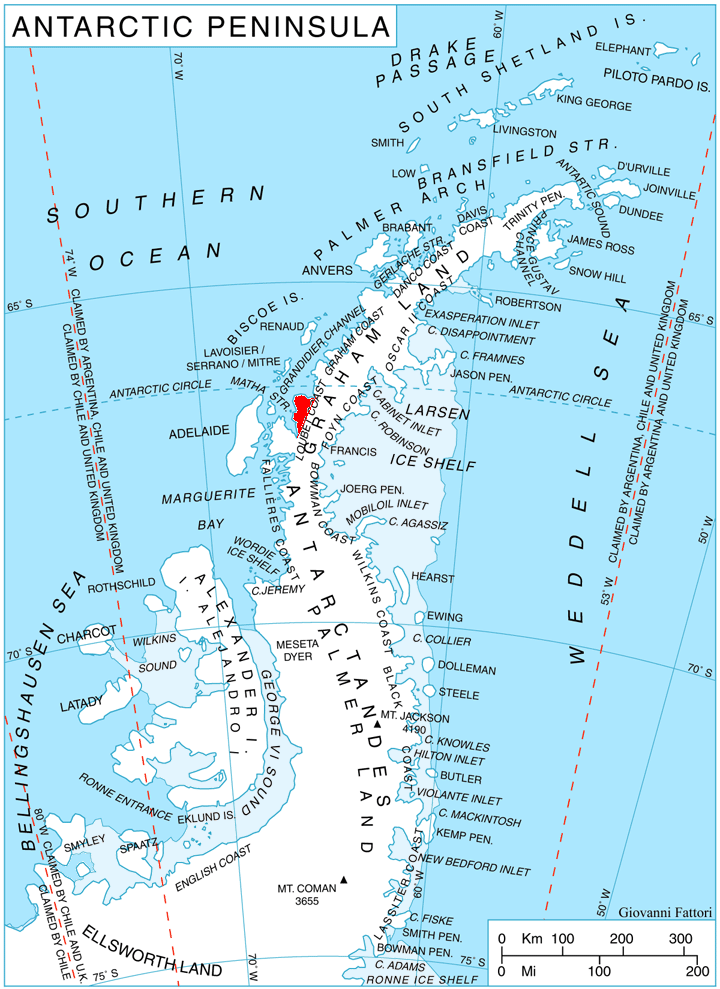

66°35′S 66°22′W / 66.583°S 66.367°W
馬德爾角（英語：Madell Point），是南極洲的海岬，位於葛拉漢地的盧貝海岸，處於雷角東北面4公里，根據英國探險隊拍攝的空中照片繪入地圖，現時由南極條約體系管理。

## 外部連結
- SCAR Composite Gazetteer of Antarctica （页面存档备份，存于）.